# 托马斯·孟荪
多馬·斯宾塞·孟荪（英語：Thomas Spencer Monson，1927年8月21日—2018年1月2日），舊譯孟蓀多馬，美國宗教界人物，為耶稣基督后期圣徒教会第16任总会会长。作为教会总会会长，孟荪被耶稣基督后期圣徒教会教友看作神在世上的先知、先见和启示者。在擔任教會領袖以前，孟蓀曾擔任德撒律新聞印刷公司總經理，以及德撒律新聞出版公司理事長。

## 生平
孟荪长期从事教会的领导和社会服务工作。他于36岁时被按立为使徒，并且于1995年3月12日起担任十二使徒定额组主席，直到他成为教会总会会长。2008年2月3日，他接替戈登·B·兴格来成为耶稣基督后期圣徒教会总会会长。
孟荪拥有四个荣誉博士头衔，他还是美国童军银水牛奖章和世界童军铜狼奖章获得者——两者都是两个组织里的最高奖项。孟荪兼任教会教育系统和董事会主席。他被罗纳德·里根总统任命加入美国总统的私营部门倡议专责小组。孟孙娶弗兰西斯·百弗利·强生·孟孙为妻子。他们共育有三名子女。

## 獎項
名誉学位：
- Hon. D.L.（1981年）
- Hon. D.H.L.（1996年）
- Hon. D.B.（2007 ）